# Johan Van Overtveldt
Johan Van Overtveldt, né le 24 août 1955 à Mortsel, est un journaliste et homme politique belge flamand, membre du parti nationaliste flamand Nieuw-Vlaamse Alliantie (N-VA).

## Carrière

### Journalisme
Johan Van Overtveldt est docteur en sciences économiques appliquées. Il fut d'abord journaliste pour le magazine économique Trends, de 1978 à 1982, avant de travailler pour, entre autres, la Banque Bruxelles Lambert (aujourd'hui ING) ou pour le Shoeconfex. En 1992, il retourne chez Trends au poste de rédacteur en chef. De 2011 à 2012, il sera également rédacteur en chef du magazine Knack.

### Député européen
Engagé par la N-VA comme conseiller économique en 2013, il est tête de liste aux élections européennes du 25 mai 2014 et élu député européen avec près de 275 000 voix de préférence. 

### Ministre fédéral
Johan Van Overtveldt ne siège pas longtemps à l'assemblée européenne, puisqu'il est nommé ministre fédéral des Finances le 11 octobre 2014. Le 21 mai 2015, il reprend la compétence de la lutte contre la fraude fiscale,.
Le 9 décembre 2018, il est remplacé par Alexander De Croo aux Finances,, à la suite de la crise gouvernementale provoquée par le pacte mondial sur les migrations.
Le 14 décembre 2018, il fait savoir qu'il veut percevoir son indemnité de départ qui devrait représenter 94 000 euros au maximum, soit l'équivalent de 10 mois maximum de salaire parlementaire, à la suite de ses quatre ans passés au sein du gouvernement,. Il déclare : « J'ai travaillé dur pendant 4 ans, et c'est un euphémisme. Je trouve donc que j'ai droit à ce type d'indemnité. Quand on est 4 ans sur les barricades, je trouve qu'une indemnité limitée dans le temps est normale »,.

## Député européen
Il est élu en mai 2019 au Parlement européen et réélu en 2024. Il siège au sein du groupe des Conservateurs et réformistes européens (CRE).

## Décoration
- Commandeur de l'ordre de Léopold (2019)[10].